# 克羅辛湖
52°21′53″N 13°40′35″E / 52.364856°N 13.676434°E

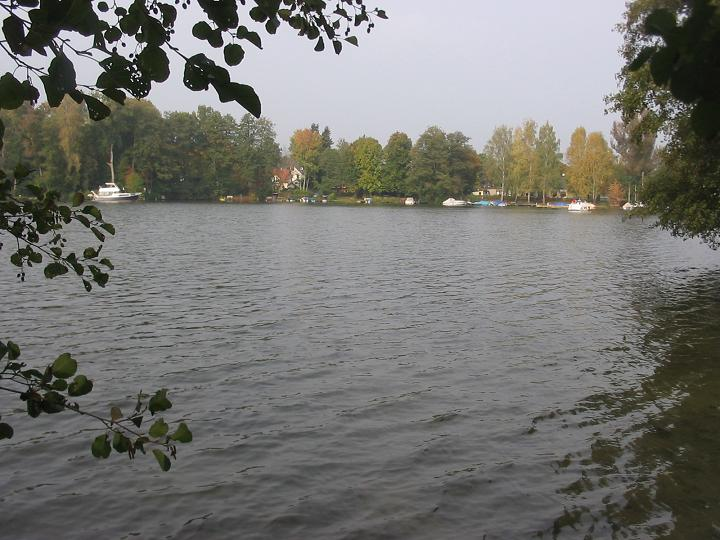

克羅辛湖（德語：Krossinsee），是德國的湖泊，位於該國西南部，由勃蘭登堡州負責管轄，處於柯尼希斯武斯特豪森，該湖泊平均水深2.9米，最大水深6.2米。